# Universidade São Judas Tadeu
A Universidade São Judas Tadeu (USJT) é uma instituição de ensino superior brasileira fundada na cidade de São Paulo. A instituição possui 11 campi: o campus Mooca, bairro de origem da instituição, o campus Butantã e Vila Leopoldina na Zona Oeste da cidade, o campus Santana na Zona Norte do município, o campus Paulista, no Centro, o campus Santo Amaro e Jabaquara na Zona Centro-Sul, o campus em São Bernardo do Campo no ABC paulista, o campus Guarulhos na região metropolitana, o campus Unimonte em Santos, que integra a marca São Judas em 12 de abril de 2018, e o campus Cubatão, na Região Metropolitana da Baixada Santista, sendo esta uma unidade tendo apenas o curso de medicina da universidade.
A universidade oferece cursos de graduação, mestrado, doutorado e especialização, possuindo cerca de 37 mil alunos. O curso de direito da Universidade São Judas Tadeu recebeu no ano de 2007, 2015, 2019 e 2022 o selo da OAB Recomenda, emitido pela Ordem dos Advogados do Brasil, aos cursos jurídicos que vêm apresentando melhor índice de qualidade nos últimos anos. Em 2016, tornou-se uma das cinco melhores universidades particulares de Ensino Superior do país, segundo o Ministério da Educação. Além disso, é digno de nota que o atual Ministro dos Diretos Humanos, Silvio de Almeida, ministrava a disciplina Filosofia do Direito na Faculdade de Direito da Universidade São Judas Tadeu.

## História

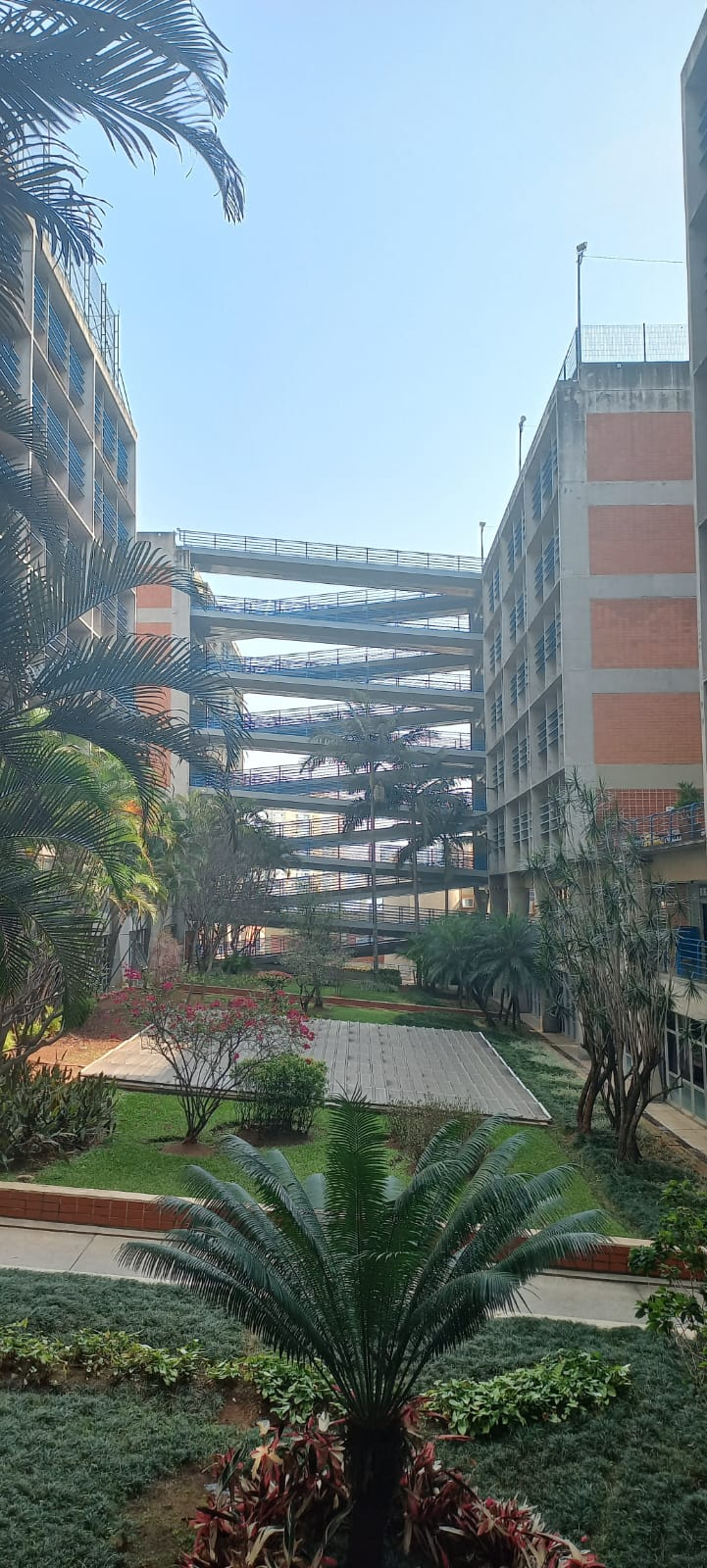
Na imagem é possível ver as rampas dos 7 andares da unidade da Mooca da São Judas, uma construção da década de 1990, no bairro da Mooca.

A Universidade foi fundada pelo casal Alberto Mesquita de Camargo e Alzira Altenfelder Silva Mesquita, quando criaram o Curso de Admissão ao Ginásio do Estado, no bairro da Mooca. Em sete depois, foi transferida para um prédio na Rua Clark, e passou a sediar os cursos de Ensino fundamental I e II e, posteriormente, o Ensino Médio. Os primeiros cursos de nível superior foram criados em 1971:Administração de empresas e Contabilidade. O reconhecimento oficial como Universidade veio em 1989.
Em 1985, tiveram início as atividades de Pós-Graduação Lato Sensu. Em 2003, foi criado o primeiro Programa de Pós-Graduação Stricto Sensu, na área de Filosofia, seguido por mais dois, em Educação Física e em Arquitetura e Urbanismo.
Possui reconhecimento do MEC e de outros órgãos responsáveis pelos critérios de avaliação educacional, sendo, em 2012, agraciada como a melhor universidade particular de São Paulo, e uma das cinco melhores universidades (entre públicas e privadas) do estado.

## Linha do tempo
- 1971: Inauguração das Faculdades São Judas Tadeu, com os cursos de Administração e Ciências Contábeis, no bairro paulistano da Mooca.
- 1971: Criação da Associação Educacional do Litoral Santista, que a partir de 1992, passaria a ser conhecido como Unimonte, instituição que foi responsável pela criação do 1º curso de Ciências Contábeis da Baixada Santista e, também, da 1ª graduação tecnológica em Petróleo e Gás.
- 1989: Torna-se Universidade São Judas, reconhecida pela Portaria Ministerial n° 264, de 4 de maio de 1989.
- 1990: Início da primeira turma do curso de Direito da instituição, na unidade Mooca.
- 2007: Inauguração da unidade Butantã.
- 2014: É integrada a Ânima Educação.
- 2018: O Centro Universitário Monte Serrat – UNIMONTE foi integrado a São Judas, tornando-se Centro Universitário São Judas Campus Unimonte.
- 2018: Inauguração das unidades Jabaquara, Santo Amaro e Paulista
- 2018: Inaugurada a unidade Cubatão, exclusiva para o curso de Medicina
- 2019: Inauguração das unidades São Bernardo do Campo, Vila Leopoldina, Guarulhos e Santana.
- 2021: Comemora 50 anos.

## Estrutura

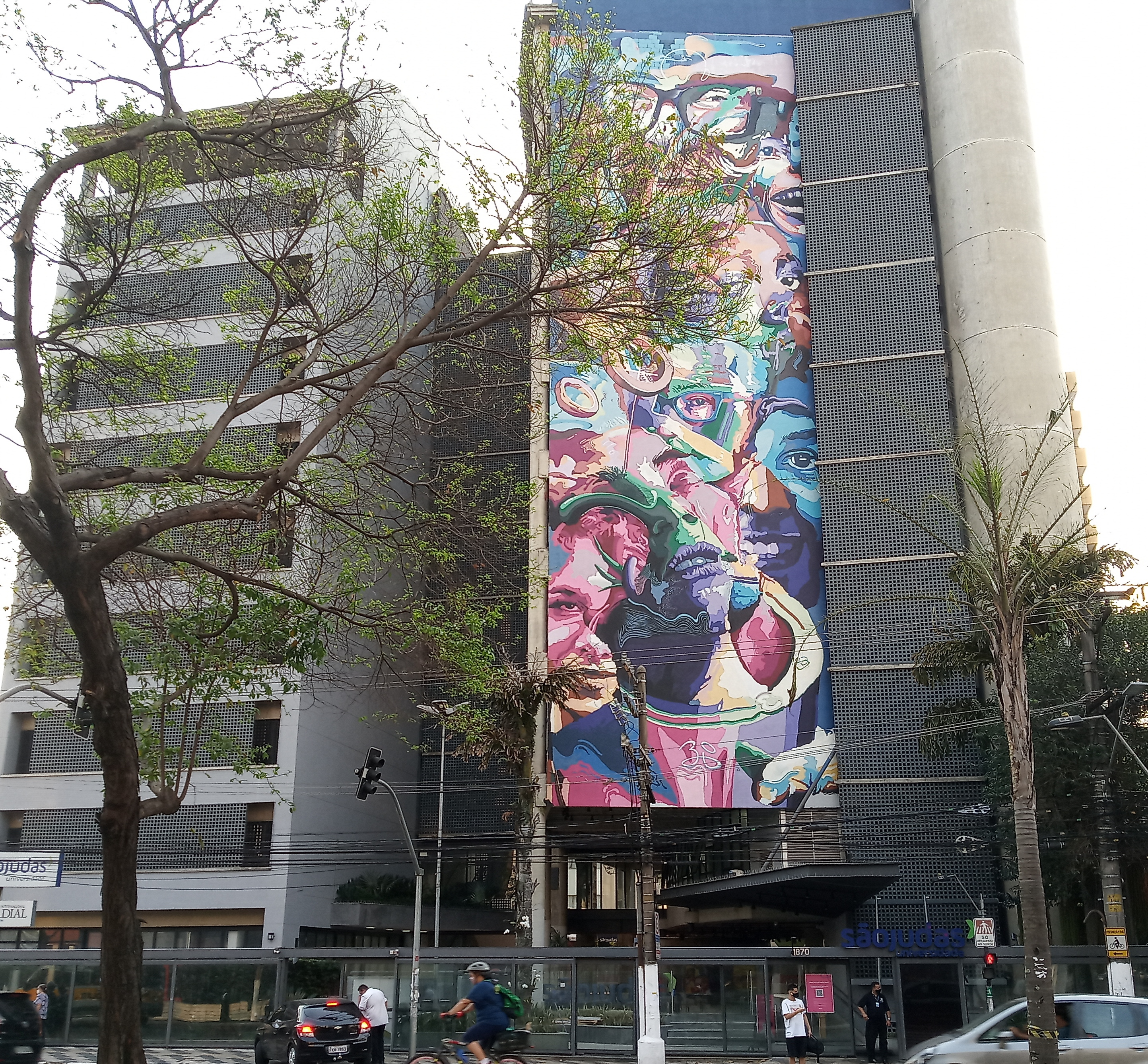
Campus Jabaquara da Universidade São Judas Tadeu

Os onze campi da Universidade São Judas Tadeu estão localizados no Estado de São Paulo.
- O campus Mooca foi a primeira unidade inaugurada, em 1º de agosto de 1971, leva o nome do fundador da universidade, o professor Alberto Mesquita de Camargo. Esta unidade possui uma ampla rede de serviços e laboratórios, contando com cinco edifícios com 207 salas de aula, 7 oficinas didáticas, teatro experimental 90º, Praça Cultural, dois auditórios, Térreo e da Reitoria, com capacidade de 440 e 260 lugares, respectivamente, com 69.143m² de área construída;
- O campus Butantã está localizado na Zona Oeste da cidade de São Paulo. O campus situa-se na Avenida Vital Brasil, 1000 (próximo à Estação Butantã da Linha 4–Amarela). Tem 59 salas de aula, um auditório com capacidade de 360 lugares e 9.6945m² de área construída;
- O campus Paulista está localizado na Zona Central da cidade de São Paulo, próximo às estações Paulista da linha 4–Amarela e Consolação da linha 2–Verde do metrô, no bairro da Bela Vista;
- O campus Santo Amaro está localizado na Zona Sul da cidade de São Paulo, próximo à Estação Granja Julieta da linha 9–Esmeralda na Chácara Santo Antônio;
- O campus Jabaquara está localizado no bairro da Saúde, São Paulo;
- O campus Santana é localizada na Zona Norte de São Paulo. Em seu pátio principal tem uma espécie rara de Pau Brasil;
- O campus São Bernardo do Campo é localizado no centro comercial de São Bernardo do Campo (SP), tendo parceria com a prefeitura e recebeu o reconhecimento do Fundo Social de Solidariedade;
- O campus Guarulhos é localizado próximo à Rodovia Presidente Dutra. Possui uma biblioteca colaborativa, em que alunos e membros da comunidade podem pegar livros que estão disponíveis e doar outros;
- O campus Vila Leopoldina fica localizado próximo da Estação Imperatriz Leopoldina da 8–Diamante.
- O campus Unimonte está situado na cidade de Santos, no bairro Vila Mathias. Em 15 de março de 2018, o Centro Universitário Monte Serrat – UNIMONTE passou a ser denominado Centro Universitário São Judas Tadeu Campus Unimonte;
- A unidade Cubatão é exclusiva para o curso de Medicina da São Judas.

## Faculdades
A Universidade São Judas Tadeu é composta por cinco faculdades, sendo elas: Faculdade de Ciências Biológicas e da Saúde (FCBS), Faculdade de Ciências Humanas e Sociais (FCHS), Faculdade de Direito (FD),  Faculdade de Letras, Artes, Comunicação e Ciências da Educação (FLACCE) e Faculdade de Tecnologia e Ciências Exatas (FTCE)

## Grupo Anima
Em 2014, a instituição foi comprada pelo Grupo Ânima de Educação após uma negociação que durou em média quatro anos. Também neste ano, a São Judas foi contemplada com 87 estrelas no ranking de cursos classificados pelo Guia do Estudante e lançou 13 novos cursos, sendo 10 de graduação em tecnologia e três em bacharelado. 